# U-586
| U-586                      | U-586                                                          | U-586                                                          |
| -------------------------- | -------------------------------------------------------------- | -------------------------------------------------------------- |
|                            |                                                                |                                                                |
|                            |                                                                |                                                                |
|                            |                                                                |                                                                |
| Під прапором               | Третій рейх                                                    | Третій рейх                                                    |
| Спуск на воду              | 10 липня 1941 року                                             | 10 липня 1941 року                                             |
| Виведений зі складу флоту  | 5 липня 1944 року                                              | 5 липня 1944 року                                              |
| Сучасний статус            | затоплений                                                     | затоплений                                                     |
| Проєкт                     |                                                                |                                                                |
| Тип ПЧ                     | Торпедний ДПЧ                                                  | Торпедний ДПЧ                                                  |
| Основні характеристики     |                                                                |                                                                |
| Швидкість (надводна)       | 17,7 вузлів                                                    | 17,7 вузлів                                                    |
| Швидкість (підводна)       | 7,6 вузлів                                                     | 7,6 вузлів                                                     |
| Робоча глибина занурення   | 100 м                                                          | 100 м                                                          |
| Гранична глибина занурення | 220 м                                                          | 220 м                                                          |
| Екіпаж                     | 44 осіб                                                        | 44 осіб                                                        |
| Розміри                    |                                                                |                                                                |
| Довжина найбільша (по КВЛ) | 67,1 м                                                         | 67,1 м                                                         |
| Ширина корпусу найб.       | 6,2 м                                                          | 6,2 м                                                          |
| Висота                     | 9,6 м                                                          | 9,6 м                                                          |
| Середня осадка (по КВЛ)    | 4,70 м                                                         | 4,70 м                                                         |
| Водотоннажність надводна   | 769 т                                                          | 769 т                                                          |
| Озброєння                  |                                                                |                                                                |
| Артилерія                  | одна палубна гармата калібру 88-мм, одна 20-мм зенітна гармата | одна палубна гармата калібру 88-мм, одна 20-мм зенітна гармата |
| Торпедно- мінне озброєння  | 4 носових і один кормовий ТА. 14 торпед                        | 4 носових і один кормовий ТА. 14 торпед                        |

U-586 — німецький підводний човен типу VIIC, часів  Другої світової війни.
Замовлення на будівництво човна було віддане 8 січня 1940 року. Човен був закладений на верфі суднобудівної компанії «Blohm & Voss», у Гамбургу 1 жовтня 1940 року під заводським номером 562, спущений на воду 10 липня 1941 року, 4 вересня 1941 року увійшов до складу 6-ї флотилії Також за час служби перебував у складі 11-ї, 13-ї та 29-ї флотилій .
Човен зробив 13 бойових походів, в яких потопив 2 (загальна водотоннажність 12 716 брт) та пошкодив 1 судно.
Потоплений 5 липня 1944 року в порту Тулона (43°07′ пн. ш. 05°55′ сх. д. / 43.117° пн. ш. 5.917° сх. д.) бомбовим ударом американських бомбардувальників «Ліберейтор». В 1947 році піднятий і розібраний на брухт.

## Командири
- Капітан-лейтенант Дітріх фон дер Еш (4 вересня 1941 — 30 вересня 1943)
- Оберлейтенант-цур-зее резерву Ганс Геце (1 жовтня 1943 — 5 липня 1944)

## Потоплені та пошкоджені кораблі[3]
| Назва          | Тип            | Належність      | Дата             | Тоннаж (БРТ) | Вантаж                                         | Статус     | Місце                                                       |
| Anna Knudsen   | танкер         | Норвегія        | 9 лютого 1942    | 9 057        | Баласт                                         | пошкоджено | 59°50′ пн. ш. 9°40′ зх. д. / 59.833° пн. ш. 9.667° зх. д.   |
| Empire Gilbert | вантажне судно | Велика Британія | 2 листопада 1942 | 6 640        | Військові матеріали, включаюти танки та літаки | потоплено  | 70°15′ пн. ш. 13°50′ зх. д. / 70.250° пн. ш. 13.833° зх. д. |
| Puerto Rican   | вантажне судно | США             | 9 березня 1943   | 6 076        | 3500 т руди                                    | потоплено  | 66°44′ пн. ш. 10°41′ зх. д. / 66.733° пн. ш. 10.683° зх. д. |